# Adjohoun
Adjohoun is een van de 77 gemeenten (communes) in Benin. De gemeente ligt in het departement Ouémé en telt 56.455 inwoners (2002).